# Takahashi Issei
Issei Takahashi (髙橋 壱晟 Takahashi Issei, sinh ngày 20 tháng 4 năm 1998) là một cầu thủ bóng đá người Nhật Bản. Anh thi đấu cho JEF United Chiba.

## Sự nghiệp
Issei Takahashi gia nhập câu lạc bộ tại J2 League JEF United Chiba năm 2017.